# Famille de Curières de Castelnau
Cet article possède un paronyme, voir Famille Castelnau.
La famille de Curières de Castelnau, anciennement de Curières, est une famille subsistante de la noblesse française, originaire de la province du Rouergue, aujourd'hui le département de l'Aveyron.
Cette famille d'extraction médiévale prouve sa filiation depuis 1264 et fut maintenue noble en 1700. Elle donna naissance à deux branches dont une seule subsiste de nos jours. Elle compte parmi ses membres des officiers généraux dont Édouard de Castelnau, général d'armée, président de la Fédération nationale catholique et grand-croix de la Légion d'honneur, des officiers, un vicaire général, un chanoine, trois députés de l'Aveyron, un maire, des avocats, une scénariste.

## Histoire
Cette famille tire son patronyme du village de Curières qui se situe sur le plateau de l'Aubrac.
Sur son origine Bernard Chérin écrit en 1773 :  « La maison de Curières doit être placée entre les plus anciennes du Rouergue et cette ancienneté, qui est le seul caractère de sa noblesse, est constatée par une foule de titres originaux. Elle a établi sa filiation dès l'instant où ces titres la font connaître, c'est-à-dire depuis Giraud de Curières, premier du nom, habitant au château de Sainte-Eulalie, en Rouergue, qui fit, son testament en 1264. La qualification de dame, donnée à Galienne, son épouse, dans plusieurs titres passés après sa mort, autorise la présomption qu'il était chevalier »,.
Une épine de la couronne du Christ, selon la légende, donnée par Saint Louis à deux chevaliers de cette famille revenus de croisade,,, déposée dans l’église de Saint-Eulalie-d’Olt, donne lieu, chaque année en juillet, à une procession costumée.
Le château actuel du village de Sainte-Eulalie-d'Olt a remplacé à la fin du XVe siècle une ancienne maison forte en ruines, qui était la propriété de la famille de Curières au XVe siècle.
À la fin du XVIIe siècle, Guillaume de Curières, seigneur de Lons et en partie de Sainte-Eulalie-d'Olt, commandait en 1694 le ban de la noblesse du Rouergue. Il fut maintenu noble en 1700 sur preuves remontant à 1531, par jugement de Legendre intendant de Montauban. Marié en 1671 à Marguerite de Maillan, il eut notamment deux fils, auteurs des deux branches de cette famille :
- Jean de Curières (né en 1672), seigneur de Lons et de Sainte-Eulalie, auteur de la branche ainée subsistante, qui ajouta plus tard à son patronyme d'origine celui de Castelnau à l'extinction de la branche cadette qui prenait au XVIIIe siècle le titre de « baron de  Castelnau »[1].
- Gédéon-Sylvestre de Curières († 1743), seigneur de Malescombes, puis de Castelnau, auteur de la branche cadette de Castelnau, éteinte en 1798[1].

En 1778 Jean-Baptiste-Gédéon de Curières de Castelnau (1734-1798) est reçu aux honneurs de la Cour à Versailles. Il avait acheté le château de Saint-Côme-d'Olt.

## Personnalités
- Guillaume de Curières, commande le ban de la noblesse du Rouergue en 1694

### Branche aînée (subsistante)
- Léonce de Curières de Castelnau (1845-1909), magistrat, avocat, bâtonnier de l'ordre des avocats de Nîmes, député de l'Aveyron (Action libérale populaire) de 1902 à 1909.
- Gabriel de Curières de Castelnau (1849-1917), diplômé de l'école Polytechnique et de l'école des Mines, ingénieur en chef des Mines, conseiller général du Gard (1898-1905).
- Édouard de Curières de Castelnau (1851-1944), général d'armée, député de l'Aveyron de 1919 à 1924 (Fédération républicaine), président de la Fédération nationale catholique, grand-croix de la Légion d'honneur
- Joseph de Curières de Castelnau (1879-1943), avocat, député de l'Aveyron de 1914 à 1919.
- Gérald de Curières de Castelnau (1879-1914), fils du général de Castelnau, lieutenant de réserve, mort pour la France lors de la Première Guerre mondiale.
- Jean de Curières de Castelnau (1881-1969), diplômé de l'école Polytechnique, général de division.
- Xavier de Curières de Castelnau (1893-1914), fils du général de Castelnau, sous-lieutenant, saint-cyrien, mort pour la France lors de la Première Guerre mondiale.
- Hugues de Curières de Castelnau (1895-1915), fils du général de Castelnau, polytechnicien (promotion 1913), sous-lieutenant au 8e régiment d'artillerie de campagne attaché à l'état-major de la 70e division d'infanterie, mort pour la France le 1er octobre 1915 lors de la Première Guerre mondiale.
- Camille de Curières de Castelnau (1979), scénariste, arrière-arrière-petite-fille d'Édouard de Curières de Castelnau.

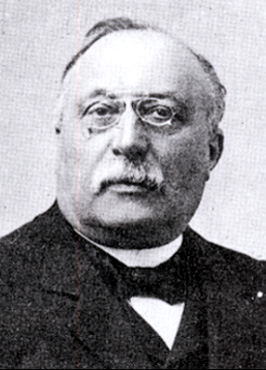
Léonce de Curières de Castelnau (1845-1909)
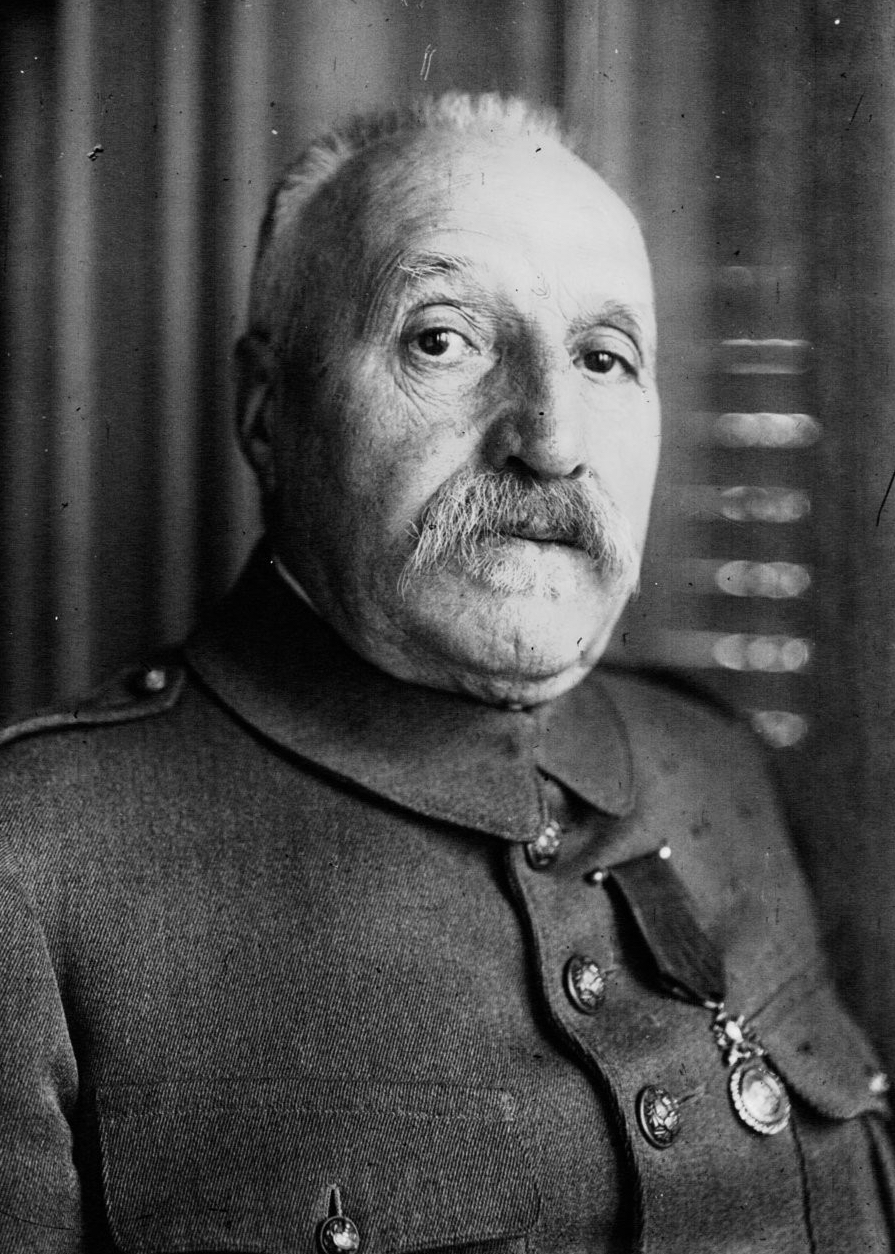
Édouard de Curières de Castelnau (1851-1944)
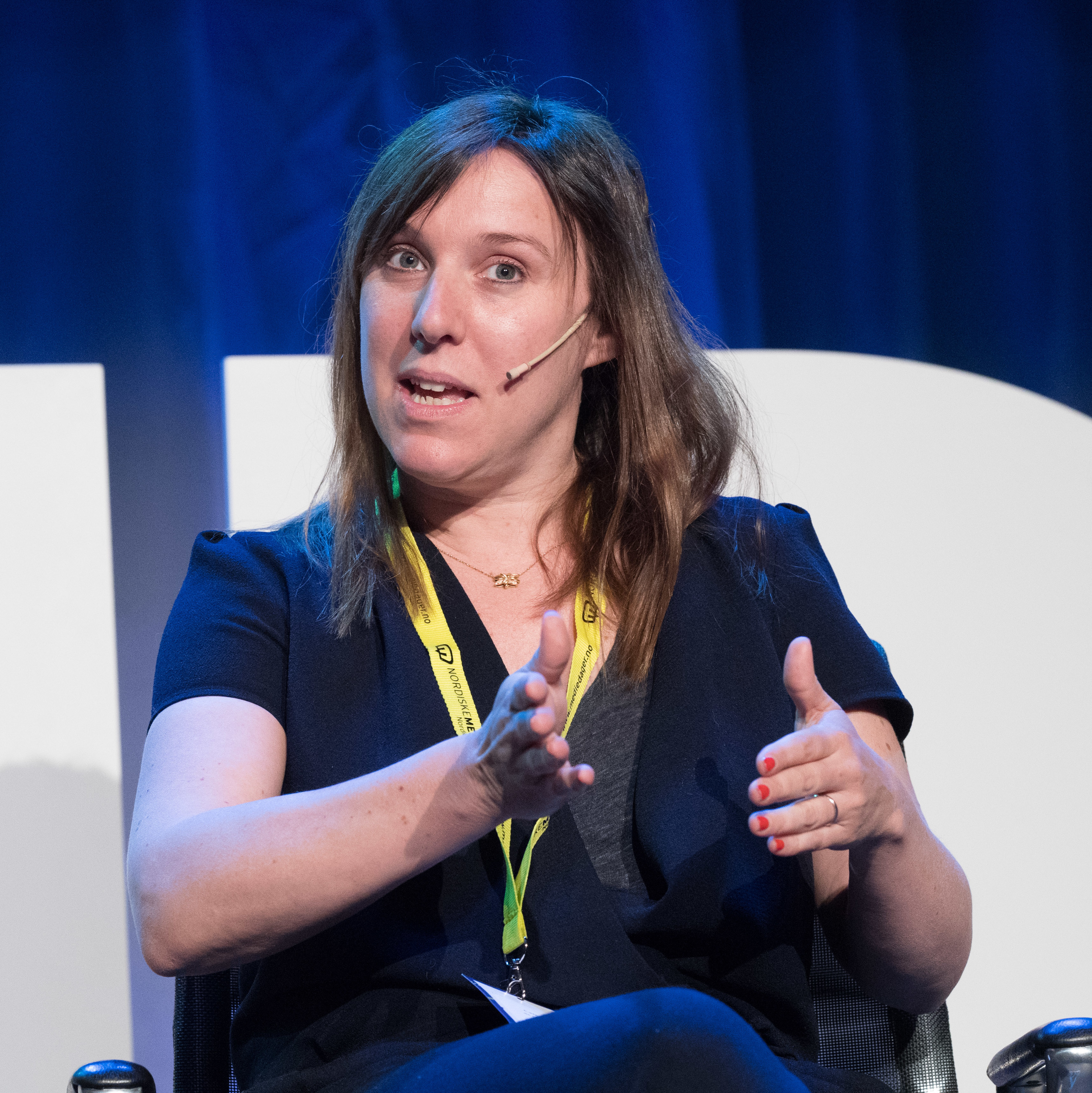
Camille de Curières de Castelnau (née en 1979)

En ligne féminine
- Urbain de La Croix (1919-1945), fils de Marguerite-Marie de Castelnau (1883-1933) recueilli par le général de Castelnau à la mort de celle-ci, polytechnicien, mort pour la France à 25 ans lors du franchissement du Rhin

### Branche cadette (éteinte)
- Jean-Baptiste de Curières de Castelnau (?-?), dit le baron de Castelnau, titré marquis de Saint-Côme par lettres patentes de 1747[1].
- Jean-Baptiste-Gédéon de Curières de Castelnau (1734-1798), fils du précédent, connu sous le titre de baron de Castelnau, 2e marquis de Saint-Côme. D'abord page de la Grande Écurie en 1749, il devint ensuite grand-fauconnier du comte d'Artois en 1773. Admis aux honneurs de la Cour en 1773, il fut ministre plénipotentiaire de France en Suisse en 1783 et maréchal de camp en 1788. Il émigra en Angleterre où il mourut en 1798[1].

## Armes
D'azur, au lévrier (courant) d'argent, colleté d'or.

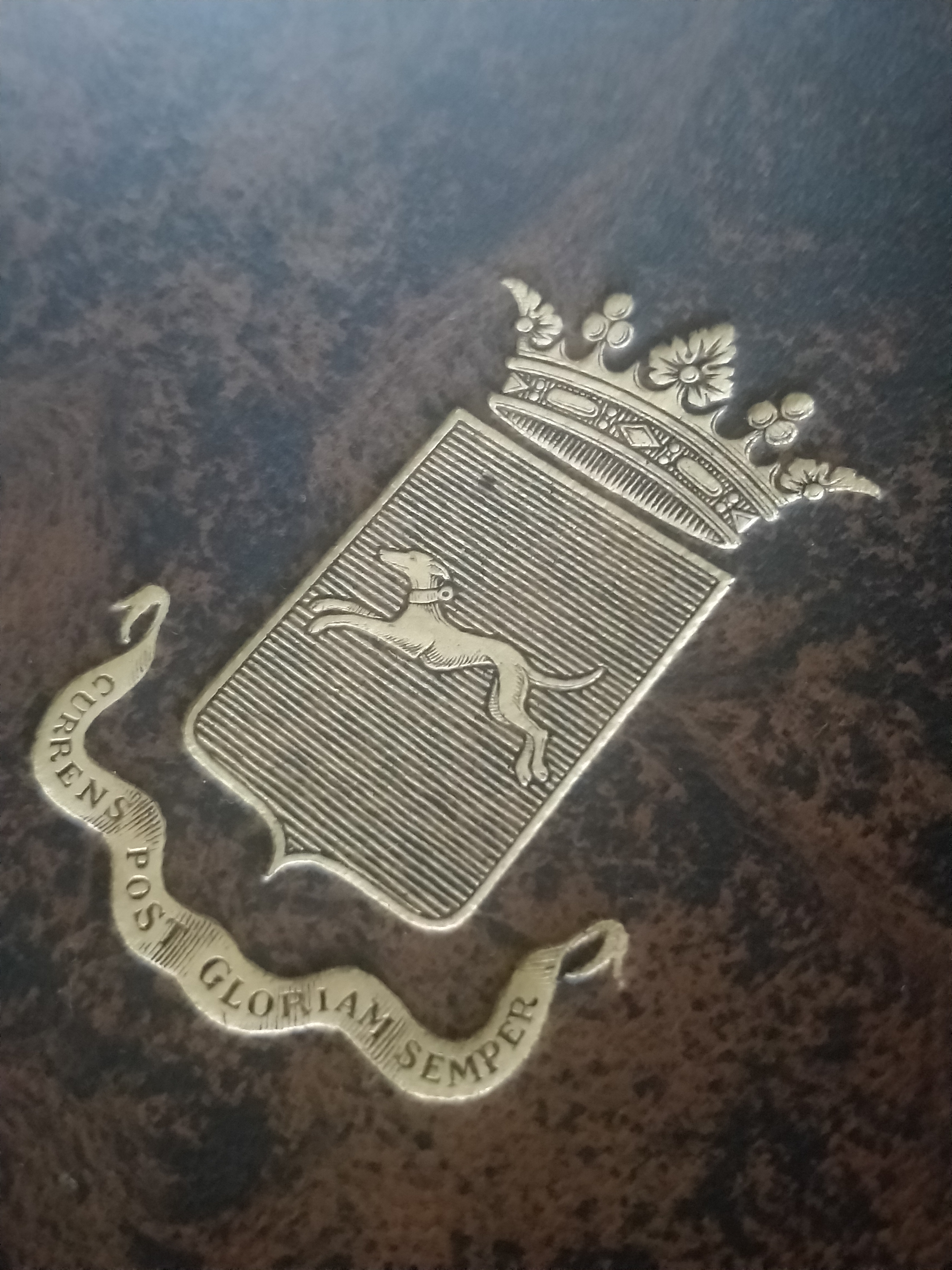

## Titres
- Marquis de Saint-Côme par lettres patentes de 1747 pour la branche cadette. Titre éteint en 1798 avec Jean-Baptiste-Gédéon de Curières, 2e marquis de Saint-Côme, décédé sans postérité[1].

La branche ainée subsistante porte le titre de courtoisie  de « marquis de Curières de Castelnau » depuis son extinction en 1798.

## Alliances
Les principales alliances de la famille de Curières de Castelnau sont, : Audemard d’Alançon, de Bonafos de Roquelaure, de Vimenet, d'Azial, de Chambrie (vers 1457), de Fontanges (1461), Allemand (vers 1521), de Mailhan (1566 et 1671), de Macip (1604), du Mazel, de Nattes-Villecomtal (1697), d'Achard (1699), de Roquefeuil (1704), de Jurquet de Montjésieu (1723), de Puel de Parlan (1725), de Guirard de Montarnal (1765), Ayral, Barthe, Mathevon, Gastier (1876), de Mandegoury (1878), de Mauroy (1910), Dupont de Dinechin (1953), de Rimonteil de Lombarès (1955), de Seguin de Reyniès (1983), Chastenet de Géry (1994), de Monts de Savasse (1997).

## Postérité
- Mémorial de la Grande guerre sur lequel sont cités les frères de Curières de Castelnau, à Saint-Côme-d'Olt
- Avenue de Castelnau à Montastruc-la-Conseillère

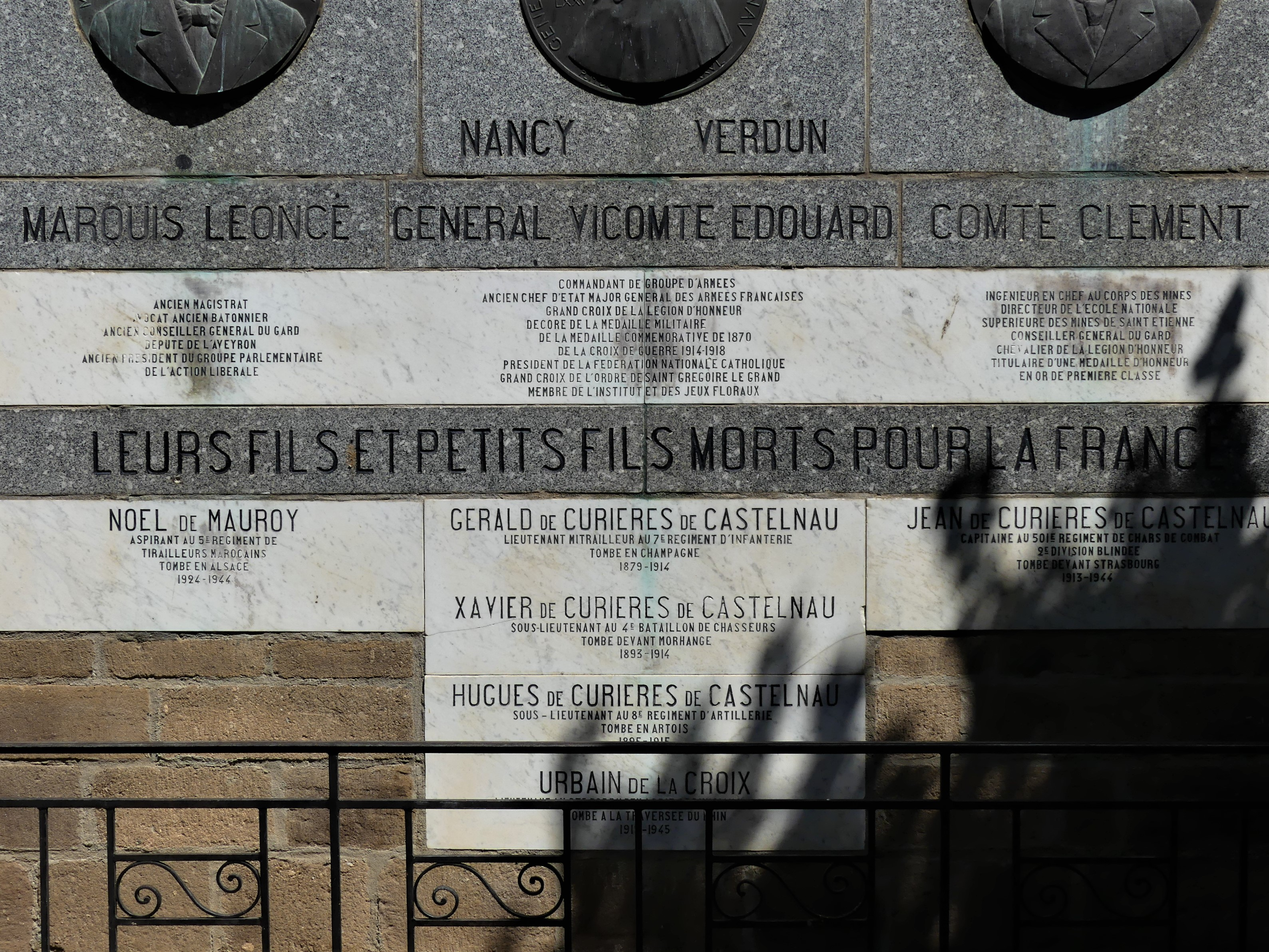

La famille de Curières de Castelnau céda le château de Saint-Côme-d'Olt en 1970 à la municipalité qui en fit la mairie où une plaque commémorative fut apposée en 1955 pour rappeler  le souvenir du général Édouard de Curières de Castelnau, de ses frères et de leurs enfants et petits-enfants morts pour la France.